# Amphoe Khanom
Amphoe Khanom (thailändisch อำเภอ ขนอม) ist der nördlichste Landkreis (Amphoe – Verwaltungs-Distrikt) der Provinz Nakhon Si Thammarat. Die Provinz Nakhon Si Thammarat liegt in der Südregion von Thailand, etwa 780 km südlich von Bangkok an der Ostküste der Malaiischen Halbinsel zum Golf von Thailand.

## Geographie
Der Landkreis liegt im Norden der Provinz. Nach Westen liegt die Provinz Surat Thani, im Norden und Osten liegt der Golf von Thailand. Benachbarte Landkreise (von Süden im Uhrzeigersinn): die Amphoe Sichon in Nakhon Si Thammarat sowie Amphoe Don Sak in Surat Thani.
Der größte Teil der Küste liegt im Nationalpark Hat Khanom - Mu Ko Thale Tai. Der 316 km² große Park besteht aus eine Reihe von Stränden, die zwischen den Kalkstein- und Schieferbergen der Nakhon-Si-Thammarat-Bergkette eingezwängt liegen. Von den Stränden ist der Had Nai Plao der beliebteste, in den Hügeln befinden sich einige Höhlen, wie zum Beispiel die Tham Khao Wang Thong (ถ้ำเขาวังทอง). Die höchsten Hügel im Landkreis sind der Khao Luang (เขาหลวง, auch Khao Phra เขาพระ genannt) mit 814 Metern, der Khao Phlao (เขาเพลา) mit etwa 500 Metern und der Khao Dat Fa (เขาดาดฟ้า) mit 732 Metern an der südöstlichen Grenze nach Sichon, sowie der Khao Chai Son (เขาไชยสน) mit 535 Metern in der Nähe der Stadt Khanom.

## Geschichte
Bereits 1365 wurde eine Stadt (Mueang) namens Tranom (ตระนอม) hier gegründet, die Teil des Königreiches von Nakhon Si Thammarat war. In der Thesaphiban-Verwaltungsreform Anfang des 20. Jahrhunderts wurde sie ein Tambon des Landkreises Sichon.
Am 1. März 1939 wurde sie zu einem Unterbezirk (King Amphoe) heraufgestuft, der aus den beiden Tambon Khanom und Thong Nian bestand. Der Unterbezirk wurde am 11. Dezember 1959 zum Amphoe erhoben.
Am 25. Dezember 1963 wurde ein dritter Tambon, Khuan Thong, eingerichtet, der aus drei Muban von Thong Nian und aus zwei Muban von Khanom bestand.
Am 28. Dezember 1945 wurde der Sanitär-Distrikt (Sukhaphiban) Khanom eingerichtet, welches offiziell erst am 28. Januar 1957 bekannt gegeben wurde. Dieser wurde am 25. Mai 1999 zu einer Kleinstadt (Thesaban Tambon) erklärt, als alle Sanitär-Bezirke des Kreises zu Städten heraufgestuft wurden.

## Wirtschaft
Im Rahmen der Aktion One Tambon One Product werden im Landkreis „Shrimp-Chilipaste“, getrocknete Bananen und Fischsauce hergestellt.

## Sehenswürdigkeiten
Wat Kradang-Nga (วัดกระดังงา) ist der älteste buddhistische Tempel (Wat) des Kreises, er wurde bereits während der Ayutthaya-Periode gegründet.

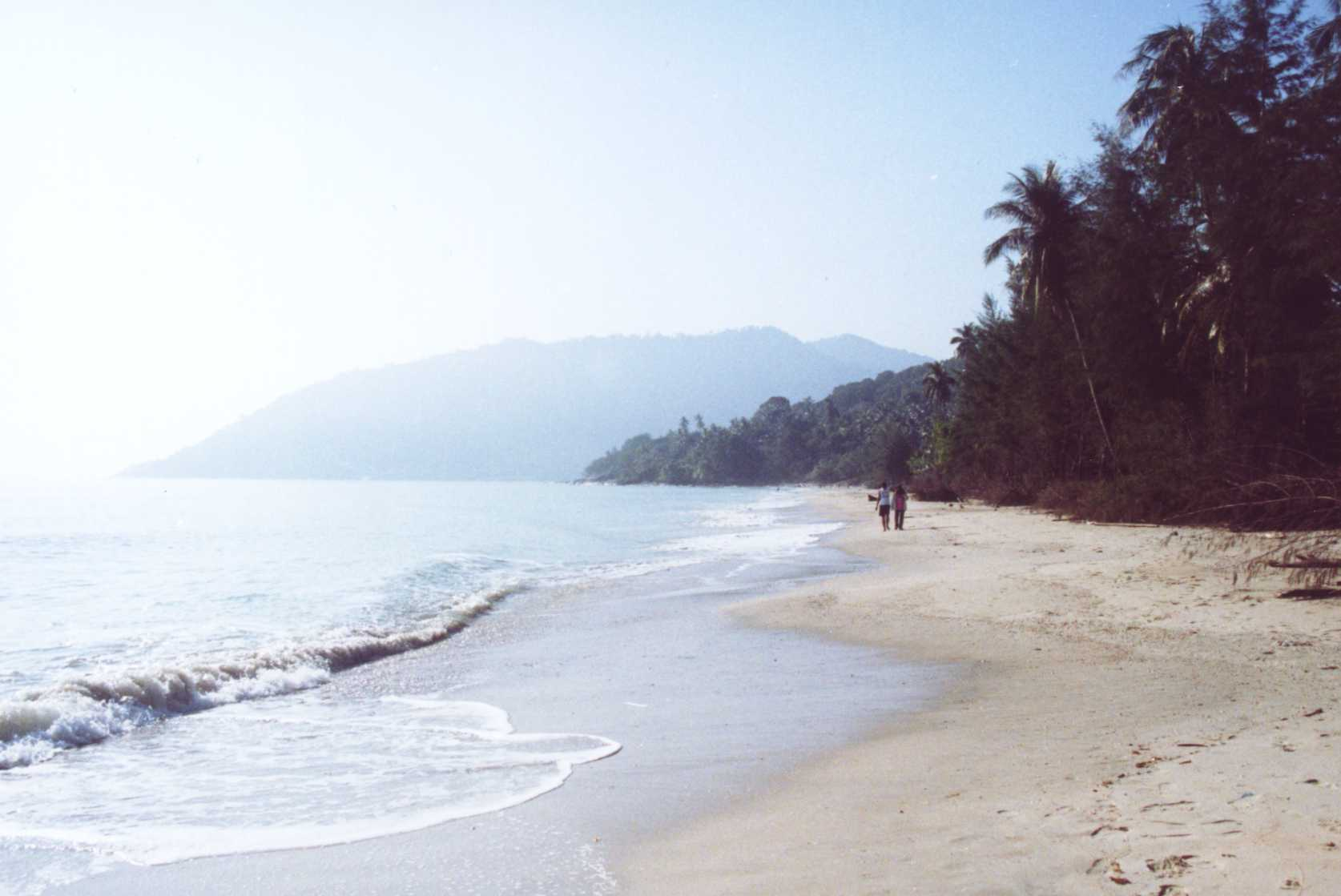
Nai Plao Beach
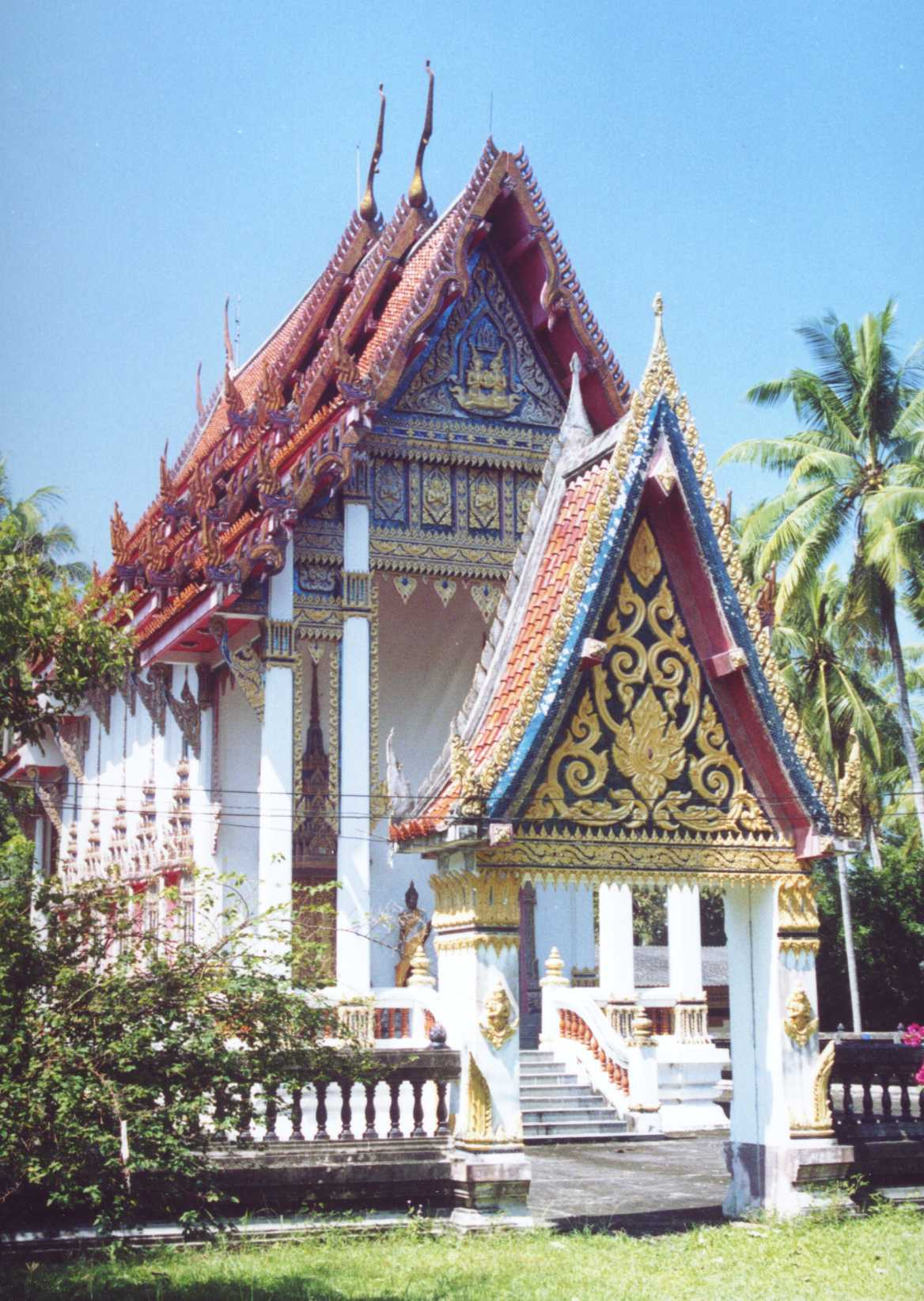
Wat Kradang-Nga

## Verwaltung

### Provinzverwaltung
Amphoe Khanom ist in drei Gemeinden (Tambon) eingeteilt, welche wiederum in 34 Dörfer (Muban) unterteilt sind.
| \| Nr. \| Name \| Thai \| Muban \| Einw.[6] \| \| --- \| ----------- \| ------- \| ----- \| -------- \| \| 1. \| Khanom \| ขนอม \| 14 \| 13.180 \| \| 2. \| Khuan Thong \| ควนทอง \| 12 \| 10.958 \| \| 3. \| Thong Nian \| ท้องเนียน \| 08 \| 05.423 \| |             |         |       |        |
| Nr. | Name        | Thai    | Muban | Einw.  |
| 1. | Khanom      | ขนอม    | 14    | 13.180 |
| 2. | Khuan Thong | ควนทอง  | 12    | 10.958 |
| 3. | Thong Nian  | ท้องเนียน | 08    | 05.423 |

### Lokalverwaltung
Es gibt drei Kleinstädte (Thesaban Tambon) im Landkreis:
- Khanom (เทศบาลตำบลขนอม) besteht aus 1,76 km² des Tambon Khanom.
- Thong Nian (เทศบาลตำบลท้องเนียน) besteht aus dem gesamten Tambon Thong Nian.
- Ao Khanom (เทศบาลตำบลอ่าวขนอม) besteht aus weiteren Teilen des Tambon Khanom.

Tambon Khuan Thong wird von einer „Tambon-Verwaltungsorganisationen“ (TAO, องค์การบริหารส่วนตำบล) verwaltet.